# Castel Campagnano
Castel Campagnano är en ort och kommun i provinsen Caserta i regionen Kampanien i Italien. Kommunen hade 1 528 invånare (2017).